# چوئو-کو، نیگاتا
چوئو-کو (به لاتین: Chūō-ku) یک منطقهٔ مسکونی در ژاپن است که در نیگاتا واقع شده‌است. چوئو-کو ۳۷٫۷۵ کیلومتر مربع مساحت و ۱۸۳٬۸۲۰ نفر جمعیت دارد.